# Melevisione
Melevisione ist eine italienische Kindersendung, die von RAI in Turin produziert wird.
Melevisione wird seit dem 18. Januar 1999 im Nachmittagsprogramm von Rai Tre gezeigt. Momentan ist die Sendung in das Rahmenprogramm Trebisonda integriert. Der Moderator von Trebisonda, Danilo Bertazzi  spielte zwischen 1999 und 2003 die damalige Hauptfigur von Melevisione (Tonio Cartonio). Aufgrund des großen Erfolgs tourt eine Melevisione-Show durch Italien.
Die Sendung erzählt die Abenteuer von Märchenfiguren wie Elfen, Prinzen und Hexen. Anfänglich stand der Elf Tonio Cartonio im Mittelpunkt der Erzählungen. Inzwischen wurde er durch seinen entfernten Verwandten Milo Cotogno abgelöst.
Weitere Figuren sind:
Principessa Odessa (Carlotta Jossetti), Re Quercia (Diego Casale), Milo Cotogno (Lorenzo Branchetti), Tonio Cartonio (Danilo Bertazzi), Lupo Lucio (Guido Ruffa), Fata Lina (Paola D’Arienzo), Principe Giglio (Enrico Dusio), Drollo (Diego Iannaccone), Orco Manno (Diego Casalis), Orchessa Orchidea (Barbara Abbondanza), Balia Bea (Licia Navarrini), Strega Varana (Zahira Berrezouga), Cuoco Basilio (Lando Francini), Vermio Malgozzo (Riccardo Forte), Shirin Scintilla (Valentina Bartolo), Gnoma Linfa (Olivia Manescalchi), Gnomo Ronfo (Giancarlo Judica Cordiglia).
Autoren sind unter anderem Mela Cecchi und Bruno Tognolini.